# Dania na Letnich Igrzyskach Olimpijskich Młodzieży 2010
Danię na Letnich Igrzyskach Olimpijskich Młodzieży 2010 w Singapurze reprezentowało 30 sportowców w 11 dyscyplinach.

## Skład kadry

### Badminton
- Flemming Quach - nie wyszedł z grupy (2-0, 0-2, 2-0)
- Lene Clausen - 0-2 w 1/8 finału

### Judo
- Phuc Cai - kategoria 66 kg  brązowy medal

### Kajakarstwo
- Ida Villumsen

### Kolarstwo
- Mette Jepsen
- Magnus Nielsen
- Michael Andersen
- Niklas Laustsen

### Łucznictwo
Chłopcy
- Benjamin Hindborg Ipsen - 4-6 w 1/16 finału

Dziewczęta
- Nynne Sophie Holdt-Caspersen - 2-6 w 1/16 finału

Pary mieszane
- Benjamin Hindborg Ipsen w parze z  Alexandra Mirca - 4-6 w 1/8 finału
- Nynne Sophie Holdt-Caspersen w parze z  Julien Rossignol - 2'-6 w 1/8 finału

### Lekkoatletyka
- Andreas Trajkovski
- Stina Troest

### Piłka ręczna
Drużyna dziewcząt
- Anne Sofie Ernstrøm
- Mathilde Juncker
- Camilla Fangel
- Rikke Iversen
- Mathilde Bjerregaard
- Rikke Ebbesen
- Signe Pedersen
- Sara Smidemann
- Amanda Engelhardt Brogaard
- Cecilie Woller
- Julie Parkhøi
- Nicoline Skals
- Pernille Clausen

### Szermierka
- Alexandros Boeskov-Tsoronis - 9-15 w 1/4 finału

### Tenis
Singiel
- Mai Grage - 1-2 w 1/8 finału

Debel
- Mai Grage w parze z  Iłona Kremień - 0-2 w 1/4 finału

### Wioślarstwo
- Simon Sørensen - 19. miejsce w finale (3:51.77)

### Żeglarstwo
- Celine Carlsen